# 塔尔努夫省
塔爾努夫省（województwo tarnowskie）是波蘭歷史上的一個省，始於1975年。1999年1月1日被併入小波蘭省。部分并入喀尔巴阡山省。
1998年面積4,151平方公里。人口708,000人。首府塔爾努夫。